# Un poisson nommé Selma
Un poisson nommé Selma (France) (A Fish Called Selma) est le 19e épisode de la saison 7 de la série télévisée d'animation Les Simpson.

## Synopsis
Selma annonce à ses sœurs Marge et Patty qu'elle va se marier avec l'acteur Troy McClure. Mais ce mariage est bidon, Troy devenu un acteur ringard, veut simplement relancer sa carrière. Selma s'en rend compte et accepte la situation en échange d'une belle vie (financière et prestigieuse), mais finit par divorcer quand Troy lui demande de faire un enfant.